# Tiffany Aching
Tiffany Aching er en fiktiv karakter i Terry Pratchett's satiriske fantasy-romanserie om Diskverdenen.
Tiffany er en hekselærling. Hendes vækst inden for faget udgør en af de mange fortløbende historier indenfor Diskverdenen. Hun er hovedperson i bøgerne The Wee Free Men, A Hat Full of Sky, Wintersmith og I Shall Wear Midnight. I løbet af serien ses Tiffany vokse op; hun er ni år gammel i The Wee Free Men, og næsten seksten i I Shall Wear Midnight.